# 김희석 (가수)
김희석(1998년 5월 7일~)은 대한민국의 남자 발라드 가수다. 《TV조선 내일은 국민가수》에 참가하였다.

## 음반

### 싱글
- "그대를 사랑하는 10가지 이유" (2022.02.13, 국가단 Valentine's Day Special)
- "언제쯤..." (2022.03.02, 국가단 Special Gift)
- "온기" (2022.06.15, 국민가수 솔로 프로젝트)

## 방송
- 《TV조선 내일은 국민가수》 (2021.10.17~2021.12.23)
- 《TV조선 국가가 부른다》 (2022.02.17~)